# Giro delle Alpi Apuane 1955
Il Giro delle Alpi Apuane 1955, dodicesima edizione della corsa, si svolse il 3 luglio 1955 su un percorso di 210 km, con partenza e arrivo a Marina di Massa, in Italia. La vittoria fu appannaggio dell'italiano Ugo Massocco, che completò il percorso in 6h18'00", alla media di 33,303 km/h, precedendo i connazionali Flaminio Giusti e Waldemaro Bartolozzi. 

## Ordine d'arrivo (Top 10)
| Pos. | Corridore             | Squadra        | Tempo    |
| ---- | --------------------- | -------------- | -------- |
| 1    | Ugo Massocco          | Tebag          | 6h18'00" |
| 2    | Flaminio Giusti       | Arbos-Pirelli  | a 1'40"  |
| 3    | Waldemaro Bartolozzi  | Atala-Pirelli  | a 3'15"  |
| 4    | Tranquillo Scudellaro | Tebag          | a 5'06"  |
| 5    | Pietro Nascimbene     | Arbos-Pirelli  | s.t.     |
| 6    | Marcello Pellegrini   | Torpado        | s.t.     |
| 7    | Walter Serena         | Leo-Chlorodont | s.t.     |
| 8    | Giovanni Pettinati    | Torpado        | s.t.     |
| 9    | Sergio Ferrando       | Welter-Ursus   | s.t.     |
| 10   | Giuseppe Petrocchi    | -              | s.t.     |